# Galindski jezik
Galindski jezik (ISO 639: xgl), danas izumrli baltički jezik kojim su govoili stari Galindi u južnoj Pruskoj (sjev. Poljska i susjedna Rusija). Ovaj narod spominje Ptolemej u svojem opisu naroda Europe. Galindi (Голядь) iz ruskih kronika živjeli su u Primoskovlju.
Galindski jezik je nestao negdje u 14. stoljeću, i malo je ostalo tragova o njemu jer nije pisan. Pripadao je zapadnoj skupini.